# Magdalena Dąbrowska
Magdalena Dąbrowska (ur. 16 lutego 1976 w Lwówku Śląskim) – polska aktorka.
Uczęszczała do I Liceum Ogólnokształcącego im. Stefana Żeromskiego w Jeleniej Górze. Występowała w amatorskim Teatrze Bom-Baż. W 1999 ukończyła studia na Wydziale Aktorskim Państwowej Wyższej Szkoły Teatralnej im. Ludwika Solskiego w Krakowie, a rok później obroniła dyplom. Zadebiutowała na profesjonalnej scenie Teatru Polskiego w Poznaniu w komedii szekspirowskiej Wieczór Trzech Króli w podwójnej roli Violi i Cesario (premiera: 29 października 1999).
Po raz pierwszy trafiła na mały ekran w telenoweli TVP1 Magdaleny Łazarkiewicz Marzenia do spełnienia (2001–2002) jako Magda Lisowska, studentka socjologii zakochana w fotografie (Marcin Brzozowski). Następnie pojawiła się w serialach kryminalnych: Glina (2003), Tak czy nie? (2003), Kryminalni (2005) oraz Biuro kryminalne (2005–2007) jako komisarz Ewa Kalina. Wystąpiła także w sitcomie TVP1 Lokatorzy (2004), serialu Polsatu Macieja Wojtyszki Pensjonat pod Różą (2004), serialu Polsatu Pierwsza miłość, telenoweli Plebania (2005) i serialu TVP2 Na dobre i na złe (2006).
W poniedziałkowym spektaklu Teatru Telewizji w reżyserii i według scenariusza Ryszarda Bugajskiego Niuz (2002) o etyce dziennikarskiej i uwikłaniach mediów w politykę z udziałem Artura Żmijewskiego i Gabrieli Kownackiej zagrała Jolantę Kuleszę, początkującą dziennikarkę starającą się o pracę w redakcji informacyjnej prywatnej stacji telewizyjnej.

## Filmografia

### Seriale TV
- 2001–2002: Marzenia do spełnienia jako Magda Lisowska
- 2003: Tak czy nie? jako prostytutka w hotelu "Drive In" (odc. 1 i 3)
- 2003: Glina jako Beata Iwanicka
- 2004–2010: Pierwsza miłość jako pielęgniarka Marzena Grychowska
- 2004: Pensjonat pod Różą jako Barbara Białkowska, synowa Teresy (odc. 24)
- 2004: Lokatorzy jako Karina (odc. 201)
- 2005: Plebania jako Monika (odc. 534–536)
- 2005–2007: Biuro kryminalne jako Ewa Kalina
- 2005: Kryminalni jako pracownica agencji reklamowej (odc. 17)
- 2006: Na dobre i na złe jako Jola (odc. 253)
- 2013: Głęboka woda jako nauczycielka (odc. 23)
- 2014: Prawo Agaty jako Nina, siostra Laury (odc. 71)